# Haliczany (obwód lwowski)
Haliczany lub Haliczanów (ukr. Галичани) – wieś na Ukrainie w rejonie lwowskim (wcześniej w rejonie gródeckim) obwodu lwowskiego.
W granicach Haliczan znajduje się dawna  kolonia niemiecka Burgthal.

## Historia
Dawniej wieś w powiecie gródeckim.